# Emil Groll
Emil Groll (* 6. März 1904 in Lüdenscheid; † 26. Juli 1978) war ein deutscher Politiker und Landtagsabgeordneter (SPD).

## Leben
Nach dem Besuch der Volksschule bildete Groll sich ständig in Geschichte, Philosophie und Volkswirtschaft im Selbststudium, in Kursen und bei der Volkshochschule weiter. 1919 wurde er Mitglied der Sozialistischen Arbeiterjugend „Die Falken“ und 1923 Mitglied der SPD sowie des Reichsbanners. Groll war von 1929 bis 1933 Betriebsratsvorsitzender eines großen Werkes, 1933 wurde er wegen staatsfeindlicher Einstellung entlassen. Ab Juni 1933 war er Mitglied einer illegalen Widerstandsgruppe.
Im August 1945 wurde er Parteisekretär der SPD in Altena. Im März 1946 erhielt er ein Rede- und Organisationsverbot wegen offener Kritik an der Politik der Besatzungsmächte. Groll war Mitglied der Gewerkschaft Öffentliche Dienste, Transport und Verkehr.
Vom 14. September 1953 bis 23. Juli 1966 war Groll Mitglied des Landtags des Landes Nordrhein-Westfalen. Am 14. September 1953 rückte er über die Reserveliste seiner Partei in den Landtag nach. Danach wurde er jeweils im Wahlkreis 118 Iserlohn-Land-West direkt gewählt.